# Ski alpin aux Jeux paralympiques d'hiver de 2018
Navigation
Sotchi 2014 Pékin 2022
Les épreuves de ski alpin aux Jeux paralympiques d'hiver de 2018 se tiennent du 10 au 18 mars 2018 à la station alpine de Jungbong dans le district de Jeongseon (Corée du Sud).

## Snowboard
Contrairement aux Jeux paralympiques de Sotchi 2014, le snowboard n'est plus intégré aux épreuves de ski alpin mais est une épreuve indépendante à Pyeongchang.

## Calendrier
Les deux épreuves du super combiné, à savoir une descente ou une super G en fonction des catégories puis un slalom, seront disputées le même jour. Le calendrier complet des épreuves est donc le suivant :
| Évènements                           | Évènements                           | Évènements                           | Calendrier | Calendrier | Calendrier | Calendrier | Calendrier | Calendrier | Calendrier | Calendrier | Calendrier | Calendrier |
| Évènements                           | Évènements                           | Évènements                           | 9          | 10         | 11         | 12         | 13         | 14         | 15         | 16         | 17         | 18         |
| Évènements                           | Évènements                           | Évènements                           | Mars 2018  |            |            |            |            |            |            |            |            |            |
| Cérémonies d'ouverture et de clôture | Cérémonies d'ouverture et de clôture | Cérémonies d'ouverture et de clôture | •          |            |            |            |            |            |            |            |            | •          |
|                                      |                                      |                                      |            |            |            |            |            |            |            |            |            |            |
| Hommes                               |                                      |                                      |            |            |            |            |            |            |            |            |            |            |
| Malvoyants                           |                                      |                                      |            |            |            |            |            |            |            |            |            |            |
| Descente                             |                                      | C                                    |            |            |            |            |            |            |            |            |            |            |
| Super G                              |                                      |                                      | C          |            |            |            |            |            |            |            |            |            |
| Slalom géant                         |                                      |                                      |            |            |            |            |            |            | C          |            |            |            |
| Slalom                               |                                      |                                      |            |            |            | C          |            |            |            |            |            |            |
| Super combiné                        |                                      |                                      |            |            | C          |            |            |            |            |            |            |            |
| Debout                               |                                      |                                      |            |            |            |            |            |            |            |            |            |            |
| Descente                             |                                      | C                                    |            |            |            |            |            |            |            |            |            |            |
| Super G                              |                                      |                                      | C          |            |            |            |            |            |            |            |            |            |
| Slalom géant                         |                                      |                                      |            |            |            |            |            |            | C          |            |            |            |
| Slalom                               |                                      |                                      |            |            |            | C          |            |            |            |            |            |            |
| Super combiné                        |                                      |                                      |            |            | C          |            |            |            |            |            |            |            |
| Assis                                |                                      |                                      |            |            |            |            |            |            |            |            |            |            |
| Descente                             |                                      | C                                    |            |            |            |            |            |            |            |            |            |            |
| Super G                              |                                      |                                      | C          |            |            |            |            |            |            |            |            |            |
| Slalom géant                         |                                      |                                      |            |            |            |            |            |            | C          |            |            |            |
| Slalom                               |                                      |                                      |            |            |            | C          |            |            |            |            |            |            |
| Super combiné                        |                                      |                                      |            |            | C          |            |            |            |            |            |            |            |
|                                      |                                      |                                      |            |            |            |            |            |            |            |            |            |            |
| Femmes                               |                                      |                                      |            |            |            |            |            |            |            |            |            |            |
| Malvoyantes                          |                                      |                                      |            |            |            |            |            |            |            |            |            |            |
| Descente                             |                                      | C                                    |            |            |            |            |            |            |            |            |            |            |
| Super G                              |                                      |                                      | C          |            |            |            |            |            |            |            |            |            |
| Slalom géant                         |                                      |                                      |            |            |            |            |            |            |            | C          |            |            |
| Slalom                               |                                      |                                      |            |            |            |            | C          |            |            |            |            |            |
| Super combiné                        |                                      |                                      |            |            | C          |            |            |            |            |            |            |            |
| Debout                               |                                      |                                      |            |            |            |            |            |            |            |            |            |            |
| Descente                             |                                      | C                                    |            |            |            |            |            |            |            |            |            |            |
| Super G                              |                                      |                                      | C          |            |            |            |            |            |            |            |            |            |
| Slalom géant                         |                                      |                                      |            |            |            |            |            |            |            | C          |            |            |
| Slalom                               |                                      |                                      |            |            |            |            | C          |            |            |            |            |            |
| Super combiné                        |                                      |                                      |            |            | C          |            |            |            |            |            |            |            |
| Assises                              |                                      |                                      |            |            |            |            |            |            |            |            |            |            |
| Descente                             |                                      | C                                    |            |            |            |            |            |            |            |            |            |            |
| Super G                              |                                      |                                      | C          |            |            |            |            |            |            |            |            |            |
| Slalom géant                         |                                      |                                      |            |            |            |            |            |            |            | C          |            |            |
| Slalom                               |                                      |                                      |            |            |            |            | C          |            |            |            |            |            |
| Super combiné                        |                                      |                                      |            |            | C          |            |            |            |            |            |            |            |
|                                      |                                      |                                      |            |            |            |            |            |            |            |            |            |            |

## Médaillés

### Hommes

#### Malvoyants
Voir les résultats détaillés
| Épreuves      | Or                                               | Argent                                                      | Bronze                                           |
| ------------- | ------------------------------------------------ | ----------------------------------------------------------- | ------------------------------------------------ |
| Descente      | Mac Marcoux (CAN) Guide : Jack Leitch            | Jakub Krako (SVK) Guide : Branislav Brozman                 | Giacomo Bertagnolli (ITA) Guide : Fabrizio Casal |
| Super G       | Jakub Krako (SVK) Guide : Branislav Brozman      | Giacomo Bertagnolli (ITA) Guide : Fabrizio Casal            | Miroslav Haraus (SVK) Guide : Maros Hudik        |
| Slalom géant  | Giacomo Bertagnolli (ITA) Guide : Fabrizio Casal | Jakub Krako (SVK) Guide : Branislav Brozman                 | Mac Marcoux (CAN) Guide : Jack Leitch            |
| Slalom        | Giacomo Bertagnolli (ITA) Guide : Fabrizio Casal | Jakub Krako (SVK) Guide : Branislav Brozman                 | Valerii Redkozubov (NPA) · Guide : Evgeny Geroev |
| Super combiné | Miroslav Haraus (SVK) Guide : Maros Hudik        | Jon Santacana Maiztegui (ESP) Guide : Miguel Galindo Garces | Valerii Redkozubov (NPA) · Guide : Evgeny Geroev |

#### Debout
Voir les résultats détaillés
| Épreuves      | Or                   | Argent               | Bronze               |
| ------------- | -------------------- | -------------------- | -------------------- |
| Descente      | Théo Gmür (SUI)      | Arthur Bauchet (FRA) | Markus Salcher (AUT) |
| Super G       | Théo Gmür (SUI)      | Arthur Bauchet (FRA) | Markus Salcher (AUT) |
| Slalom géant  | Théo Gmür (SUI)      | Aleksei Bugaev (NPA) | Alexis Guimond (CAN) |
| Slalom        | Adam Hall (NZL)      | Arthur Bauchet (FRA) | Jamie Stanton (USA)  |
| Super combiné | Aleksei Bugaev (NPA) | Arthur Bauchet (FRA) | Adam Hall (NZL)      |

#### Assis
| Épreuves      | Or                       | Argent                  | Bronze                  |
| ------------- | ------------------------ | ----------------------- | ----------------------- |
| Descente      | Andrew Kurka (USA)       | Taiki Morii (JPN)       | Corey Peters (NZL)      |
| Super G       | Kurt Oatway (CAN)        | Andrew Kurka (USA)      | Frédéric François (FRA) |
| Slalom géant  | Jesper Pedersen (NOR)    | Tyler Walker (USA)      | Igor Sikorski (POL)     |
| Slalom        | Dino Sokolović (CRO)     | Tyler Walker (USA)      | Frédéric François (FRA) |
| Super combiné | Jeroen Kampschreur (NED) | Frédéric François (FRA) | Jesper Pedersen (NOR)   |

### Femmes

#### Malvoyantes
| Épreuves      | Or                                                | Argent                                            | Bronze                                         |
| ------------- | ------------------------------------------------- | ------------------------------------------------- | ---------------------------------------------- |
| Descente      | Henrieta Farkašová (SVK) Guide : Natália Šubrtová | Millie Knight (GBR) Guide : Brett Wild            | Eléonor Sana (BEL) Guide : Chloé Sana          |
| Super G       | Henrieta Farkašová (SVK) Guide : Natália Šubrtová | Millie Knight (GBR) Guide : Brett Wild            | Menna Fitzpatrick (GBR) Guide : Jennifer Kehoe |
| Slalom géant  | Henrieta Farkašová (SVK) Guide : Natália Šubrtová | Menna Fitzpatrick (GBR) Guide : Jennifer Kehoe    | Melissa Perrine (AUS) Guide : Christian Geiger |
| Slalom        | Menna Fitzpatrick (GBR) Guide : Jennifer Kehoe    | Henrieta Farkašová (SVK) Guide : Natália Šubrtová | Millie Knight (GBR) Guide : Brett Wild         |
| Super combiné | Henrieta Farkašová (SVK) Guide : Natália Šubrtová | Menna Fitzpatrick (GBR) Guide : Jennifer Kehoe    | Melissa Perrine (AUS) Guide : Christian Geiger |

#### Debout
| Épreuves      | Or                  | Argent                | Bronze                |
| ------------- | ------------------- | --------------------- | --------------------- |
| Descente      | Marie Bochet (FRA)  | Andrea Rothfuss (GER) | Mollie Jepsen (CAN)   |
| Super G       | Marie Bochet (FRA)  | Andrea Rothfuss (GER) | Alana Ramsay (CAN)    |
| Slalom géant  | Marie Bochet (FRA)  | Andrea Rothfuss (GER) | Mollie Jepsen (CAN)   |
| Slalom        | Marie Bochet (FRA)  | Mollie Jepsen (CAN)   | Andrea Rothfuss (GER) |
| Super combiné | Mollie Jepsen (CAN) | Andrea Rothfuss (GER) | Alana Ramsay (CAN)    |

#### Assises
| Épreuves      | Or                       | Argent                   | Bronze               |
| ------------- | ------------------------ | ------------------------ | -------------------- |
| Descente      | Anna Schaffelhuber (GER) | Momoka Muraoka (JPN)     | Laurie Stephens USA) |
| Super G       | Anna Schaffelhuber (GER) | Claudia Lösch (AUT)      | Momoka Muraoka (JPN) |
| Slalom géant  | Momoka Muraoka (JPN)     | Linda van Impelen (NED)  | Claudia Lösch (AUT)  |
| Slalom        | Anna-Lena Forster (GER)  | Momoka Muraoka (JPN)     | Heike Eder (AUT)     |
| Super combiné | Anna-Lena Forster (GER)  | Anna Schaffelhuber (GER) | Momoka Muraoka (JAP) |

## Tableau des médailles
| Rang  | Nation                         | Or | Argent | Bronze | Total |
| ----- | ------------------------------ | -- | ------ | ------ | ----- |
| 1     | Slovaquie                      | 6  | 4      | 1      | 11    |
| 2     | France                         | 4  | 5      | 2      | 11    |
| 3     | Allemagne                      | 4  | 5      | 1      | 10    |
| 4     | Canada                         | 3  | 1      | 6      | 10    |
| 5     | Suisse                         | 3  | 0      | 0      | 3     |
| 6     | Italie                         | 2  | 1      | 1      | 4     |
| 7     | Grande-Bretagne                | 1  | 4      | 2      | 7     |
| 8     | Japon                          | 1  | 3      | 2      | 6     |
| 8     | États-Unis                     | 1  | 3      | 2      | 6     |
| 10    | Athlètes paralympiques neutres | 1  | 1      | 2      | 4     |
| 11    | Pays-Bas                       | 1  | 1      | 0      | 2     |
| 12    | Nouvelle-Zélande               | 1  | 0      | 2      | 3     |
| 13    | Norvège                        | 1  | 0      | 1      | 2     |
| 14    | Croatie                        | 1  | 0      | 0      | 1     |
| 15    | Autriche                       | 0  | 1      | 4      | 5     |
| 16    | Espagne                        | 0  | 1      | 0      | 1     |
| 17    | Australie                      | 0  | 0      | 2      | 2     |
| 18    | Belgique                       | 0  | 0      | 1      | 1     |
| 18    | Pologne                        | 0  | 0      | 1      | 1     |
| Total | Total                          | 30 | 30     | 30     | 90    |